# Гастон (Орегон)
Гастон (енгл. Gaston) град је у америчкој савезној држави Орегон.

## Демографија
По попису из 2010. године број становника је 637, што је 37 (6,2%) становника више него 2000. године.
| Група             | 2000.       | 2010.       |
| Белци             | 498 (83,0%) | 547 (85,9%) |
| Афроамериканци    | 0 (0,0%)    | 2 (0,3%)    |
| Азијати           | 1 (0,2%)    | 4 (0,6%)    |
| Хиспаноамериканци | 87 (14,5%)  | 70 (11,0%)  |
| Укупно            | 600         | 637         |